# تونون لبن
شهر تونون لبن (به فرانسوی: Thonon-les-Bains) در شهرستان اوت سوآ در ناحیه رون-آلپ با جمعیت ۳۱٬۲۱۳ نفر در کشور فرانسه واقع شده‌است